# Bolęcin (województwo małopolskie)

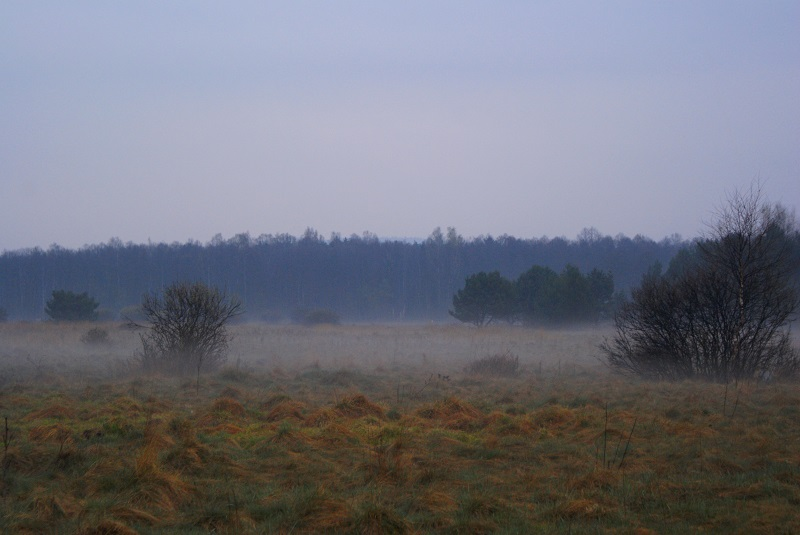
Puszcza Dulowska, widok od strony Bolęcina

Bolęcin – wieś, w Polsce położona w województwie małopolskim, w powiecie chrzanowskim, w gminie Trzebinia.
| SIMC    | Nazwa   | Rodzaj     |
| ------- | ------- | ---------- |
| 0222746 | Nawsie  | część wsi  |
| 0222752 | Piaski  | część wsi  |
| 0222769 | Podlas  | część wsi  |
| 0222798 | Stawki  | przysiółek |
| 0222775 | Wygoda  | część wsi  |
| 0222781 | Zaniwie | część wsi  |

## Historia
Miejscowość Bolęcin była znana już w średniowieczu. Pierwsza wiadomość dotycząca Bolęcina pochodzi z 5 lutego 1398 roku. Dokument ten to zapisek sądowy z rozprawy, która toczyła się w latach 1398–1400 przed sądem ziemskim krakowskim, pomiędzy Paszkiem Rpiszkiem a Sławkiem z Młoszowej. Proces ten dotyczył lasu Żbików, który mieścił się pomiędzy tymi dwoma miejscowościami.
Pierwotnie Bolęcin należał do parafii w Płazie, a przez pewien czas do parafii w Kościelcu. Na przełomie XIV i XV wieku Bolęcin należał do Paszka Rpiszki Bolęckiego herbu Leliwa, były to lata 1398–1424. Przed 1426 r. był on własnością Mikołaja, męża Małgorzaty, natomiast w 1447 należał do Piotra. Następnie wieś przeszła w ręce dziedziców wsi Płaza herbu Topór, min. Mikołaja Płaskiego (właściciel w latach 1459–1461), zmarłego przed 1489 r., oraz Jakuba Płaskiego z Płazy, który był właścicielem Bolęcina w latach 1518–1522. Ponieważ z XV i XVI wieku Bolęcin był w rękach szlacheckich, funkcjonował tu folwark ziemski, na którym hodowano konopie, roślinę stosowaną wraz z lnem do wyrobu płócien.
18 maja 2008 przez Bolęcin przeszła trąba powietrzna, która uszkodziła 10 domostw oraz powaliła około 60 drzew.
W latach 1954–1959 wieś należała do gromady Piła Kościelecka, po przeniesieniu siedziby, należała i była do 1961 r. siedzibą władz gromady Bolęcin, po jej zniesieniu w gromadzie Płaza. W latach 1975–1998 miejscowość administracyjnie należała do województwa katowickiego.

## Demografia
Napływ ludności do Bolęcina nie był duży. W 1826 r. liczba domów mieszkalnych wynosiła 55, w 1909 wzrosła do 90, a w 1921 było ich 105.
| Rok  | Liczba osób |
| ---- | ----------- |
| 1816 | 150 osób    |
| 1870 | 398 osób    |
| 1886 | 391 osoby   |
| 1890 | 376 osób    |
| 1902 | 416 osób    |
| 1910 | 545 osób    |
| 1921 | 639 osób    |
| 2004 | 1816 osób   |
| 2005 | 1815 osób   |
| 2006 | 1819 osób   |
| 2007 | 1848 osób   |
| 2008 | 1863 osoby  |
| 2009 | 1848 osób   |
| 2010 | 1862 osoby  |
| 2011 | 1864 osoby  |
| 2012 | 1894 osoby  |
| 2013 | 1883 osoby  |
| 2021 | 1957 osób   |

Przed I wojną światową liczba osób wyznania rzymskokatolickiego wynosiła 100% (1910), natomiast w 1921 osób tego wyznania było w Bolęcinie 635, a wyznania mojżeszowego 4 osoby. Przedstawicieli innych wyznań w okresie przedwojennym nie odnotowano. Podobnie sprawa ma się jeśli chodzi o narodowość mieszkańców.
W 1921 r. osoby narodowości polskiej stanowiły 100% ludności zamieszkującej Bolęcin – można więc wnioskować, że do I wojny światowej w Bolęcinie nie mieszkała ludność innej narodowości.
Miejscowość zamieszkują wyznawcy Kościoła rzymskokatolickiego i Świadkowie Jehowy.

## Edukacja
Pierwsza szkoła w Bolęcinie została założona w 1909 roku. Była to szkoła jednoklasowa, a pierwszymi nauczycielkami były Z. Smakówna i M. Kadulska. Szkoła posiadała dwie sale lekcyjne i mieściła się na 53 m². W 1930 r. były dwie klasy, jednak liczba sal nie uległa zmianie, uczęszczało do niej 165 uczniów, a naukę prowadziło troje nauczycieli. Przed 1909 rokiem, tutejsi uczniowie uczęszczali do szkoły w Płazie, która została otwarta 9 czerwca 1845 roku. Koszt budowy tej szkoły ponieśli wspólnie mieszkańcy Bolęcina, Piły Kościeleckiej i Płazy, ponieważ dzieci z tych miejscowości pobierały w niej naukę.
Przedszkole rozpoczęło swą działalność w latach 1973–1974 w jednopiętrowym budynku przy ul. Krakowskiej. Początkowo w budynku tym oprócz przedszkola mieścił się Klub "Ruch", biblioteka oraz biuro sołtysa wsi. Do jednego oddziału przedszkolnego uczęszczało 27 dzieci. W latach 1980–1981 zostało powiększone o jeden oddział, a w 1992 o jeszcze jeden. Obecnie funkcjonują w nim 3 oddziały, do których uczęszcza 60 wychowanków.

## Sport
W Bolęcinie działa Ludowy Klub Sportowy Promyk Bolęcin oraz Klub Jeździecki "Szarża" im. 8 Pułku Ułanów ks. Józefa Poniatowskiego.

## Transport
- nieczynny przystanek kolejowy Bolęcin
- Linia 42 ZKKM
- Linia P ZKKM